# ضيوف على الحب
ضيوف على الحب مسلسل سوري جرى عرضه لأول مرة على قناة سوريا دراما عام 2021 ، تدور أحداثه في عام 2018، ويتناول حكاية مجموعة شباب وشابات، قد يكونوا من أي مدينة أو محافظة أو إقليم، يقطنون في منزل دمشقي تمتلكه امرأة تكون بمثابة أم وأخت لهم، ويبحثون عن فرصة عمل طلباً للاستقرار، ويسعون لخلق مكانة لهم في المجتمع، فتبدأ معركتهم مع الحياة ومعاناتهم لبلوغ أحلامهم، فمنهم من يصيب، ومنهم من يخيب.

## الممثلين
شكران مرتجى بدور (صباح)
فادي صبيح بدور (دكتور مجدي)
فايز قزق بدور (الرسام واصف)
عاصم حواط بدور (زهير)
جيني إسبر بدور (رغد)
هيما إسماعيل بدور (ميرفت)
رنا كرم بدور (منال)
زهير رمضان بدور (نزار بك)
علي سكر بدور (رامي)
خلود عيسى بدور (لارا)
وضاح حلوم بدور (حيان)
كرم الشعراني بدور (نورس)
جرجس جبارة بدور (توفيق بك)
رنا العظم بدور (نورا)
بلال مارتيني بدور (جهاد)
هبة زهرة بدور (سيرين)
رشا بلال بدور (إنانا)
يامن سليمان بدور (فؤاد)
كناز سالم بدور (فوزي)